# Alexander Rinnooy Kan
Alexander Hendrik George Rinnooy Kan (* 5. Oktober 1949 in Den Haag) ist ein niederländischer Mathematiker und Manager.

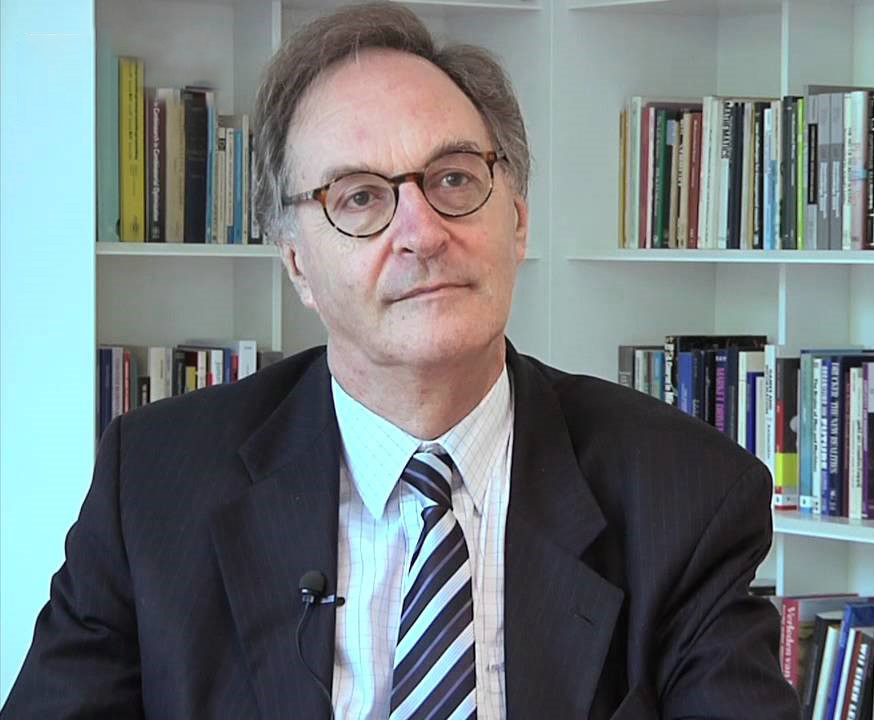
Alexander Rinnooy Kan 2011

Rinnooy Kan wuchs in Den Haag auf und studierte an der Universität Leiden und der Universität Amsterdam (Bachelor-Abschluss in Ökonometrie 1972). Danach war er an der TU  Delft und wurde 1976 an der Universität Amsterdam bei Gijsbert de Leve promoviert (Machine scheduling problems: classification, complexity and computations). Ab 1977 war er an der Erasmus-Universität Rotterdam, wo er 1980 Professor für Operations Research wurde und 1983 Direktor des Instituts für Ökonometrie. 1986 war er Rektor der Universität. Er ist seit 2012 Professor für Wirtschaft an der Universität Amsterdam.
1986 erhielt er die EURO Goldmedaille der European Association for Operations Research Societies.
Er war unter anderem Gastprofessor an der University of California, Berkeley, in Brüssel, an der Wharton School der University of Pennsylvania und am Massachusetts Institute of Technology.
1991 bis 1996 war er Präsident des niederländischen Arbeitgeberverbandes VNO bzw. VNO-NCW. 1996 bis 2006 war er im Vorstand von ING zuständig für Asien. 2006 bis 2012 war er Präsident des Sociaal-Economische Raad (SER), der das niederländische Parlament in sozialen und ökonomischen Fragen berät.
Er ist Kommandeur des Ordens des Niederländischen Löwen.
Er ist im Rat des Concertgebouw, des Amsterdamer Kulturzentrums De Balie und des Prins Bernhard Cultuurfonds. Er ist Mitglied der Partei Democraten 66 und der Innovatieplatform. Rinnooy Kan ist Ehrendoktor der Freien Universität Brüssel.
2007, 2008 und 2009 wurde er von der Tageszeitung Volkskrant zum einflussreichsten Niederländer gewählt.

## Schriften
- als Herausgeber: New challenges for management research (= Advanced Series in Management. 9). North Holland, Amsterdam u. a. 1985, ISBN 0-444-87709-6.
- als Herausgeber mit Eugene L. Lawler, Jan K. Lenstra, David D. Shmoys: The Travelling Salesman Problem. A Guided Tour of Combinatorial Optimization. Wiley & Sons, Chichester 1985, ISBN 0-471-90413-9.
- mit Richard H. Byrd, Cornelius L. Dert, Robert B. Schnabel: Concurrent stochastic methods for global optimization. In: Mathematical Programming. Band 46, 1990, S. 1–29, doi:10.1007/BF01585724.
- als Herausgeber mit Jan K. Lenstra, Alexander Schrijver: History of mathematical programming. A collection of personal reminiscences. CWI u. a., Amsterdam 1991, ISBN 0-444-88818-7.
- mit Cock Bastian: The stochastic vehicle routing problem revisited. In: European Journal of Operational Research. Band 56, Nummer 3, 1992, 407–412, doi:10.1016/0377-2217(92)90323-2.
- mit Olaf E. Flippo: Decomposition in general mathematical programming. In: Mathematical Programming. Band 60, Nummer 3, 1993, S. 361–382, doi:10.1007/BF01580620.
- als Herausgeber mit Stephen C. Graves, Paul Herbert Zipkin: Logistics of production and inventory (= Handbooks in Operations Research and Management Science. Band 4). Amsterdam u. a. North Holland 1993, ISBN 0-444-87472-0.
- mit Eugene L. Lawler, Jan Karel Lenstra, David D. Shmoys: Sequencing and scheduling: Algorithms and complexity. In: Stephen C. Graves, Alexander H. G. Rinnooy Kan, Paul Herbert Zipkin: Logistics of production and inventory (= Handbooks in Operations Research and Management Science. Band 4). Amsterdam u. a. North Holland 1993, ISBN 0-444-87472-0, S. 445–522, doi:10.1016/S0927-0507(05)80189-6.